# Heinrich Kamp

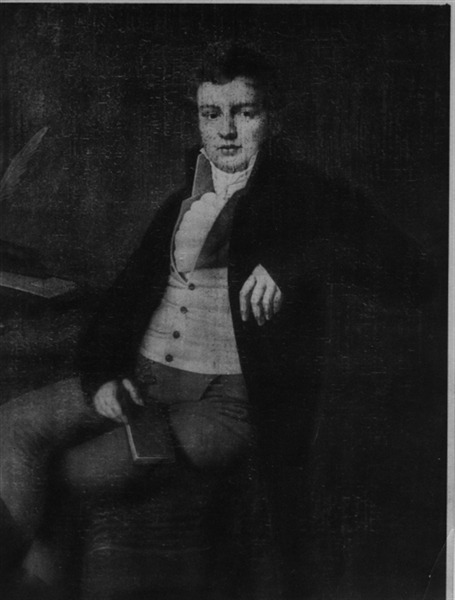
Johann Heinrich Daniel Kamp

Die Mechanischen Werkstätten Harkort & Co.

Johann Heinrich Daniel Kamp (* 8. November 1786 in Baerl; † 16. Februar 1853 in Berlin) war ein deutscher Kaufmann, Bankier und Industrieller aus Elberfeld.

## Leben
Johann Heinrich Daniel Kamp wurde als Sohn des Pfarrers Daniel Kamp (* 1. Februar 1757 in Boslar; † 12. Dezember 1822 in Elberfeld) und seiner Frau Maria Katharina Gertrud geborene Koenigs (getauft 28. Februar 1766 in Jülich; † 28. Juni 1787 in Baerl) geboren. Daniel Kamp war seit 1779 Pastor an den reformierten Gemeinden in Jüchen und Baerl. Er erhielt 1789 einen Ruf an die reformierte Gemeinde in Elberfeld als Nachfolger des Pastors Dionysius Eickel. Seine Frau Maria Katharina Gertrud Koenigs war schon wenige Monate nach der Geburt ihres einzigen Kindes, Heinrich Kamp, am 28. August 1787 in Baerl gestorben. Daniel Kamp heiratete 1792 Anna Christina Wilhelmina Noot und hatte mit ihr noch sechs weitere Kinder. Heinrich Kamp war aber dadurch der alleinige Erbe des großväterlichen Vermögens, das wohl erheblich war.
So wuchs Heinrich Kamp in Elberfeld auf. Welche Schule er besuchte, ist nicht bekannt. Aber er hat wohl seine Ausbildung in der Firma seines zukünftigen Schwiegervaters, Johann Heinrich Brinck absolviert, der eine Baumwoll- und Siamosenfabrik besaß, die sich im Laufe der Jahre zu dem Bankhaus J. H. Brinck & Co. umwandelte. Heinrich Kamp heiratete am 27. September 1808 Henrietta Brinck (* 21. Mai 1783 in Elberfeld). Durch sein ererbtes Vermögen war es Heinrich Kamp möglich, sich an diesem Bankhaus zu beteiligen und er gewann Kontakt zu dem inneren Kreis der Elberfelder Führungsschicht, besonders zu seinem neuen Schwager, Johann Jakob Aders, ehemaliger Bürgermeister von Elberfeld und tatkräftiger Unternehmer mit verwandtschaftlichen Beziehungen nach England. So reiste auch Heinrich Kamp häufig nach England und studierte dort interessiert die technische und industrielle Revolution, welche dort schon weit fortgeschritten war.

## Unternehmerisches Wirken

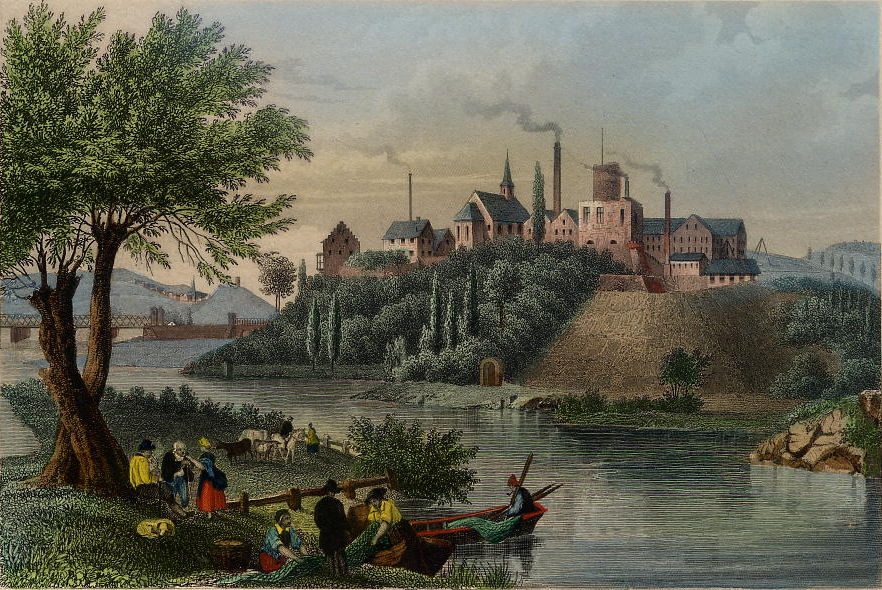
Burg Wetter (Stahlstich von 1872)

Beim Eintritt Heinrich Kamps in das Bankhaus J. H. Brinck & Co. im Jahre 1808 war die Wirtschaft des Bergischen Landes fast völlig zum Erliegen gekommen. Durch die Kontinentalsperre von 1806, das Verbot Waren nach Frankreich zu exportieren und schließlich die Annexion Hollands hatten die bergischen Unternehmer keine Möglichkeit mehr Waren ins Ausland zu schicken. Sie schickten daher am 1. April 1811 eine Petition an Napoléon mit der Bitte, das Herzogtum Berg mit Frankreich zu vereinen: „Ja Sire! Ein einziger Wunsch, ein einziges Verlangen belebt die Herzen der Einwohner des Großherzogtums, es ist, mit dem Empire vereinigt zu sein.“ Kamp gehörte zu den Unterzeichner als Henry Kamp. Diese Petition hatte natürlich keinen Erfolg und so begann der wirtschaftliche Erfolg des Wuppertals erst mit dem Zusammenbruch des Empire, dem Anschluss an Preußen und mit dem Zollgesetz von 1818.

### Mechanische Werkstätten Harkort & Co.

Die Mechanischen Werkstätten nach der Stilllegung

Das bekannteste Unternehmen, an dem sich Heinrich Kamp beteiligte, war die Gründung der Mechanischen Werkstätten Harkort & Co. Heinrich Kamp lernte Friedrich Harkort im Hause seines Schwagers Aders kennen und mit diesem technischen Visionär gründete er am 18. September 1819 die Mechanischen Werkstätten Harkort & Co. auf der Burg Wetter an der Ruhr zur Herstellung von Dampfmaschinen nach englischem Vorbild. Harkort reiste dazu nach England, um Arbeiter anzuwerben und Maschinen zu kaufen, Heinrich Kamp wirkte primär als Finanzier. Schon 1820 wurden die ersten Dampfmaschinen verkauft, die Firma gehörte damit zu den ersten Maschinenfabriken in Preußen. Weitere Unternehmen mussten gegründet werden. Ein Puddel- und ein Walzwerk, sowie Hüttenanlagen kamen hinzu, die Zahl der Arbeiter stieg von anfänglich 14 schon 1825 auf 94. Die Mechanischen Werkstätten Harkort & Co. gehörten in den zwanziger Jahren des 19. Jahrhunderts zu den führenden Unternehmen in Preußen, die die Industrialisierung voranbrachten, die Chancen der Mechanisierung und Industrialisierung erkannten und damit Anschluss an die damals führende Industrienation England fanden.
Fehlende Kapitaldecke, technische Schwierigkeiten bei immer höher werdenden Ansprüchen der Kunden, säumige Zahlungen nach Lieferungen und kaufmännisches Missgeschick führten schließlich fast zur Insolvenz. Harkort musste 1834 ausscheiden und Heinrich Kamp übernahm die Mechanischen Werkstätten, jetzt Kamp & Co., in Eigenregie, bis er sie 1851 an seine Söhne und Schwiegersöhne übergab. Sie war ein Vorläufer der Demag A.G. Für seine Verdienste in diesem Unternehmen erhielt Kamp 1827 den Roten Adler-Orden dritter Klasse.

### Rheinisch-Westindische Kompagnie
Als Visionär zeigte sich Heinrich Kamp auch bei der Beteiligung an der dritten Aktiengesellschaft in Preußen, der am 8. März 1821 gegründeten Rheinisch-Westindische Kompagnie. Dahinter stand der Wunsch bergischer Unternehmer nach neuen Absatzwegen für ihre Textilprodukte und Erhalt der Konkurrenzfähigkeit gegen englische Produkte durch Zusammenschluss. In den Statuten der Rheinisch-Westindischen Compagnie steht unter § 1:

„Die Compagnie bildet sich zu dem Zweck der Ausfuhr vaterländischer Kunst- und Naturprodukte und wird demnach unter der Firma Rheinisch-Westindische Compagnie, Geschäfte nach Westindien, Nord- und Südamerika, oder auch nach anderen Weltgegenden … betreiben.“

Es wurden Niederlassungen in Port-au-Prince auf Haiti, in Mexiko, in Buenos Aires und Chile gegründet. In den ersten Jahren stieg der Gewinn stetig, so dass sich sogar der preußische König mit 500 Aktien à 500 Taler beteiligte. Aber nach anfänglichen Gewinnen kam es zu Rückschlägen. 1831 wurde die Auflösung der Firma beschlossen unter Verlust von ca. 60 % des eingezahlten Kapitals. Die Abwicklung nahm zwölf Jahre in Anspruch. Heinrich Kamp war Protokollführer bei der Gründungsversammlung, erarbeitete Gutachten zur Statutenänderung und er war Vorsitzender der Generalversammlung von 1828 und 1833.

### Deutsch-Amerikanischer Bergwerksverein

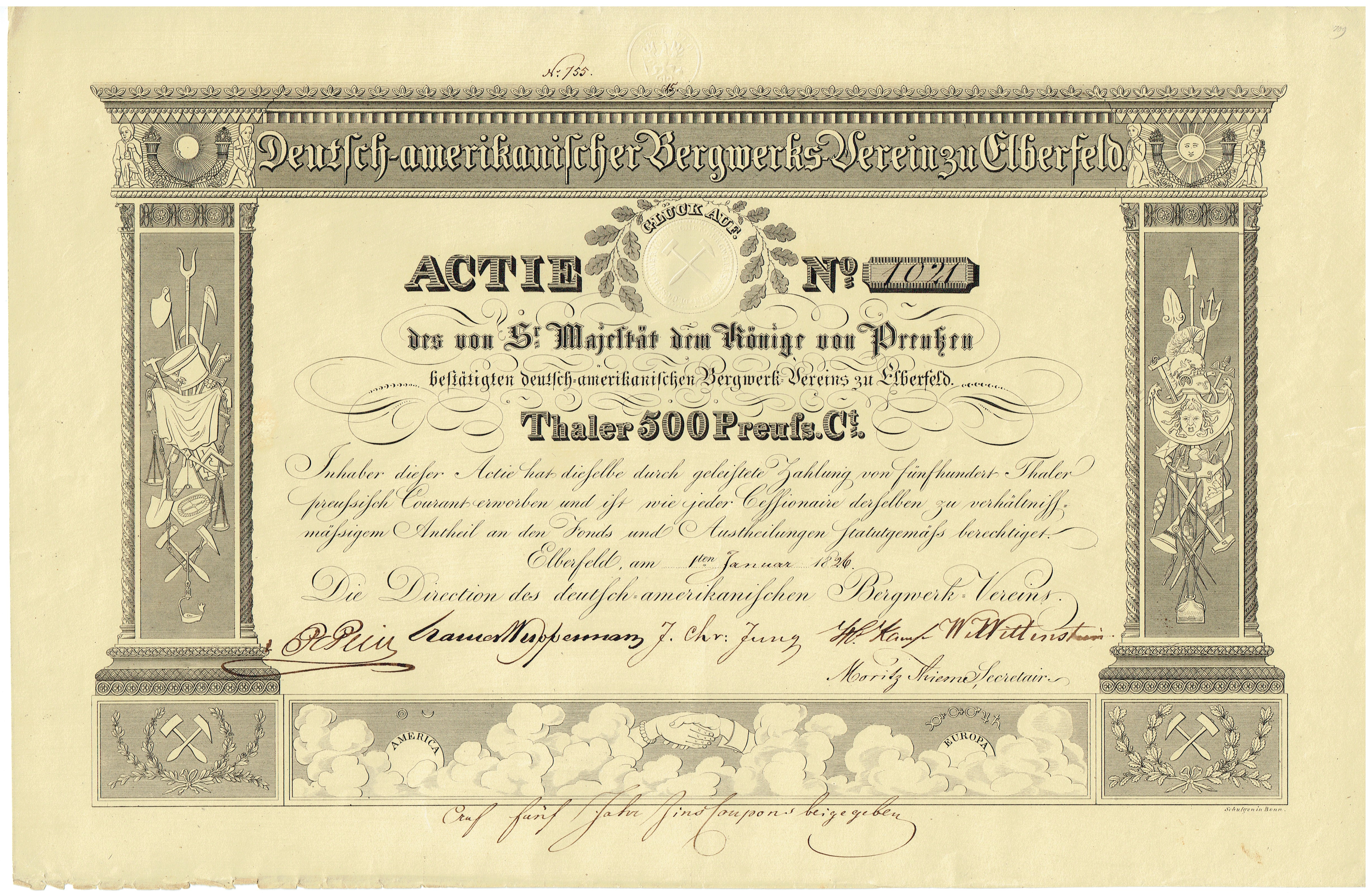
Gründeraktie des Deutsch-amerikanischen Bergwerks-Verein zu Elberfeld vom 1. Januar 1826 mit Unterschrift von Heinrich Kamp

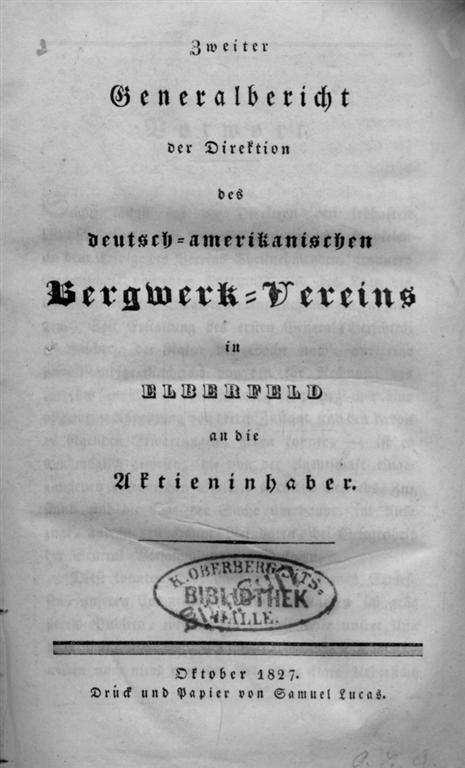
Titel des zweiten Aktionärsberichtes des Deutsch-Amerikanischen Bergwerksvereins

Ermutigt durch die anfänglichen Erfolge der Rheinisch-Westindischen Compagnie beteiligte sich Heinrich Kamp auch an dem am 1. Januar 1824 gegründeten Deutsch-Amerikanischen Bergwerksverein. Deutsche Agenten hatten von sagenhaften Gewinnmöglichkeiten in den Silbergruben Mexikos berichtet und so war die Nachfrage nach den Aktien groß. Die Statuten waren an die der Rheinisch-Westindischen Kompagnie angelehnt. Der Bergwerksassessor Wilhelm Stein aus dem Siegerland wurde für 1000 Taler Jahreslohn angestellt und nach Mexiko geschickt, um Silbergruben zu kaufen und zu explorieren. Heinrich Kamp gehörte zu den ersten Direktoren des Vereins. Die anfängliche Euphorie war so groß, dass bis 1827 etwa 30 Silber- und Goldgruben sowie drei Schmelzhütten erworben wurden. Die Instandsetzung der verfallenen Gruben kostete jedoch wesentlich mehr Geld als erwartet, ausgebildete Arbeiter fehlten und der Ertrag blieb weit hinter den Erwartungen zurück. Vor allem aber fehlte eine verantwortliche Leitung und Kontrolle. 1837 schließlich musste Konkurs angemeldet werden unter Verlust eines großen Teils des eingesetzten Kapitals.

### Feuerversicherung Colonia
Von 1839 bis 1847 war Kamp erster Direktor der neu gegründeten Feuerversicherungsgesellschaft Colonia in Köln, nachdem er schon 1822 bei der Gründung der Vaterländischen Feuerversicherungsgesellschaft mitgewirkt hatte.
Heinrich Kamp betrieb auf eigene Rechnung eine Baumwollmaschinenfabrik (1827–1831), eine Gießerei, sowie die Windmühle auf der Hardt.

### Handelskammer Elberfeld und Barmen
Der Verein zur Förderung des Gewerbefleißes in Preußen wurde am 15. Januar 1821 unter Führung von Christian Peter Wilhelm Beuth in Berlin gegründet. Heinrich Kamp war seit der Gründung dabei, sah aber sicherlich nach dem völligen Niedergang der bergischen Industrie durch die napoleonischen Kriege die Notwendigkeit eines gemeinsamen Handelns der führenden Unternehmer des Wuppertals, ein eigenes Sprachrohr der Wirtschaft. Erste Versuche der Bildung einer Handelskammer scheiterten am Widerstand der Regierung, wurden aber ab 1826 verstärkt von Heinrich Kamp verfolgt. Ein Komitee aus Elberfelder und Barmer Unternehmern erarbeitete Statuten zur Errichtung einer Handelskammer, deren Mitglieder aus freien Wahlen hervorgehen sollten und sich selbst einen Präsidenten erwählen durften. Nach langwierigen Verhandlungen mit der Regierung wird schließlich dem Statut der Handelskammer von Elberfeld und Barmen vom 22. Juni 1830 zugestimmt und als erster Präsident Heinrich Kamp gewählt. Die Bedeutung dieser Handelskammer zeigt sich in der großen Anzahl von Wahlberechtigten. 430 Kaufleute wurden in die Listen aufgenommen. Die Handelskammer von Elberfeld und Barmen galt als Wegweisend für nachfolgende Gründung einer Vielzahl weiterer Handelskammern in Preußen. Heinrich Kamp stand der Handelskammer in dieser schwierigen wirtschaftlichen Zeit drei Jahre als Präsident zur Verfügung, bis er 1833 seinen Wohnsitz zuerst nach Wetter an der Ruhr und dann nach Jülich auf sein Gut Königskamp verlegte.
Die IHK Wuppertal liegt auch heute noch am Heinrich-Kamp-Platz.
Heinrich Kamp war Mitglied der Ersten Gesellschaft, einem Treffpunkt von gleichgesinnten Unternehmern. Am 28. Juni 1818 vereinigte sie sich mit dem gesellschaftlichen Institut Museum. Dieser Verein sollte der Mittelpunkt des literarischen, wissenschaftlichen und künstlerischen Lebens Elberfelds sein. Er stand in naher Beziehung zur Freimaurerloge „Hermann zum Lande der Berge“. Während eine Vielzahl Elberfelder Unternehmer Mitglied der Loge waren, kann dies bei Heinrich Kamp nicht bezeugt werden.

## Politisches Wirken

Grabkreuz auf dem Halleschen Friedhof

Neben seiner umfangreichen Tätigkeit als Unternehmer und Aktionär war Heinrich Kamp seit 1816 Stadtrat und Beigeordneter in Elberfeld. 1822 legte er diese Ämter wegen Meinungsverschiedenheiten mit dem Bürgermeister Brüning nieder. Er war aber weiterhin Vorsteher der Elberfelder Börse. 1826 als Abgeordneter in den Rheinischen Provinziallandtag gewählt, wurde er 1827 als Deputierter in die sogenannte „Revisionskommission“ nach Berlin geschickt. Zusammen mit Friedrich Bracht kämpfte er dort für die Beibehaltung des Rheinischen Rechts. In dieser Zeit hatte er auch engen Kontakt zu Freiherrn vom Stein. Sein besonderer politischer Schwerpunkt war die Durchsetzung einer freien Rheinschifffahrt sowie überhaupt der Abbau der Handelsschranken. Weiterhin war sein besonderes Anliegen der Ausbau der Eisenbahnlinien. In diesem Zusammenhang war er als Vertreter der Rheinprovinz bei der Beratung der Vereinigten Ständischen Ausschüsse 1842, bei denen die Unterstützung des Staates beim Eisenbahnbau diskutiert wurde.
Nachdem er seinen Wohnsitz nach Jülich und schließlich nach Köln verlegt hatte, wurde er als Vertreter Kölns in das Preußische Herrenhaus entsandt, wo er weitere zehn Jahre wirkte. Während einer Sitzungsperiode starb er denn auch in Berlin am 16. Februar 1853. Er wurde auf dem Halleschen Friedhof beigesetzt. Das eiserne Kreuz über dem Begräbnisplatz wurde von den Mechanischen Werkstätten in Wetter hergestellt.

## Familie
Henrietta Kamp, geb. Brinck, starb etwa ein Jahr nach ihrem Mann am 15. März 1854 in Köln. Sie hatte ihm 7 Söhne und 7 Töchter geboren, darunter:
- Marie Elisabeth (1818–1897) ⚭ Ernst Wilhelm Schuler von Senden (1812–1899), Zu dessen Nachfahren gehört  Alexander von Falkenhausen
- Emilie (* 19. Juni 1809; † 21. Januar 1871)[4] ⚭ Julius Blank (* 4. Juli 1803; † 18. August 1865), Unternehmer[5]
- Hermann (* 8. November 1813; † 3. September 1891), Montanindustrieller ⚭ Pauline Möllenhoff (* 30. Juni 1820; † 18. November 1892), Eltern von Wilhelm Heinrich Kamp (1841–1927)

Kinder von Henrietta Kamp, geb. Brinck und Heinrich Kamp